# Mount Hope (San Diego)
Mount Hope es un barrio etnicalmente diverso de la Ciudad de San Diego, California. Localizado en el sudeste de la ciudad, el Mount Hope o el Monte Hope obtuvo su nombre el gran cementerio municipal Cementerio de Mount Hope, que abarca aproximadamente 115 acres de la comunidad.
La Ruta Estatal 94 (Martin Luther King Jr. Freeway) es su frontera norte, la Interestatal 805 es su frontera occidental, la Interestatal 15 es su frontera occidental, y la Avenida Imperial es su frontera sur. Las principales calles comerciales de San Diego se encuentran en Market Street que abarca en esta comunidad.
Mount Hope está ubicado dentro del cuarto Ayuntamiento del Distrito.
- Datos: Q6921281